# Adrenozeptoren

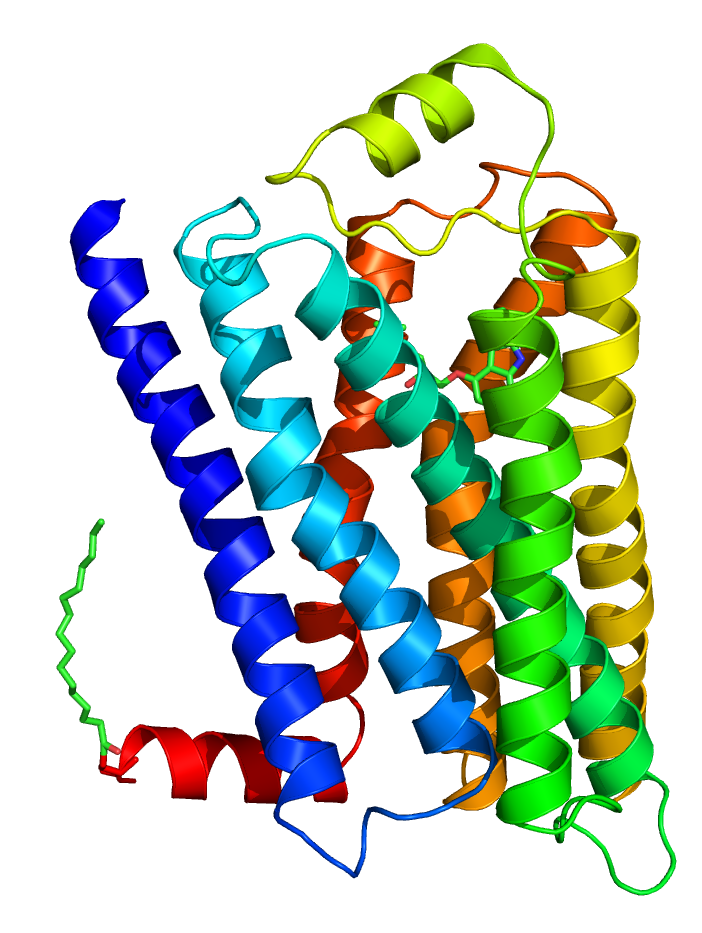
Kristallstruktur des β_{2}-Adrenozeptors im Komplex mit seinem Liganden Carazolol

Adrenerge Rezeptoren oder kurz Adrenozeptoren sind Rezeptoren, die von den natürlichen Botenstoffen Adrenalin und Noradrenalin aktiviert werden. Sie sind somit die Ursache für die durch Adrenalin und Noradrenalin vermittelten Effekte. Adrenozeptoren spielen insbesondere im sympathisch innervierten Gewebe eine wichtige Rolle. Darüber hinaus kommen sie z. B. aber auch im Zentralnervensystem und auf Blutplättchen vor.

## Einteilung
Adrenozeptoren sind G-Protein-gekoppelte Rezeptoren der Klasse A und besitzen als solche eine nahe Verwandtschaft mit dem Rhodopsin. Die neun identifizierten menschlichen Rezeptorproteine werden auf Grund ihrer pharmakologischen und molekularbiologischen Eigenschaften in drei Familien unterteilt:
- α1-Adrenozeptoren mit den Subtypen α1A, α1B und α1D, die vorwiegend in Blutgefäßen gefunden werden können.
- α2-Adrenozeptoren mit den Subtypen α2A, α2B und α2C, die beispielsweise auf Blutplättchen und auf Neuronen des vegetativen Nervensystems und des Zentralnervensystems zu finden sind.
- β-Adrenozeptoren mit den Subtypen β1, β2 und β3, die insbesondere für die Regulation der Herztätigkeit (Inotropie, Chronotropie und Dromotropie) und die Relaxation glatter Muskulatur (z. B. in Bronchien oder Blutgefäßen) verantwortlich sind. β2-Adrenozeptoren werden auch auf Immunzellen exprimiert und spielen eine Rolle in der ZNS-Immun-Kommunikation.[1]

Darüber hinaus wurde basierend auf abweichenden pharmakologischen Eigenschaften ein „α1L“-Adrenozeptor als ein Phänotyp des α1A-Adrenozeptors und ein „β4“-Adrenozeptor als niedrigaffine Variante des β1-Adrenozeptors postuliert. Ein als α2D-Adrenozeptor bezeichneter Rezeptor der Nagetiere stellte sich als das Orthologe des menschlichen α2A-Adrenozeptors heraus.
Erstmals eingeteilt hatte die Adrenorezeptoren 1948 der Pharmakologe Raymond P. Ahlquist.

## Struktur
Wie für alle G-Protein-gekoppelten Rezeptoren wird für die Adrenozeptoren eine aus sieben Zellmembran durchspannende Helices bestehende Struktur angenommen. Diese konnte anhand von Röntgenkristallstrukturdaten auch zumindest für den β1- und den β2-Adrenozeptor bestätigt werden. Ebenso wie Rhodopsin besitzen die Adrenozeptoren eine intrazelluläre Helix 8 (Hx8). Im Gegensatz zu allen anderen G-Protein-gekoppelten Rezeptoren mit bekannter Kristallstruktur konnte sowohl für β1- als auch für β2-Adrenozeptoren eine zusätzliche Helixstruktur in der zweiten extrazellulären Schleife (ECL2) nahe der Ligandenbindungstasche nachgewiesen werden.

## Pharmakologie
Arzneistoffe, die mit Adrenozeptoren wechselwirken, werden auf vielfältige Weise in der Pharmakotherapie eingesetzt. Dabei finden sowohl Agonisten als auch Antagonisten Anwendung. Adrenalin und Noradrenalin selbst werden als Notfalltherapeutika verwendet.
Hemmstoffe der α1-Adrenozeptoren, die zu den sogenannten Alphablockern gehören, werden insbesondere in der Behandlung des Bluthochdrucks eingesetzt. Alphablocker mit einer Selektivität für den α1A-Subtyp, beispielsweise Tamsulosin, haben sich zudem in der Therapie der benignen Prostatahyperplasie bewährt. Ein Alphablocker mit einer Selektivität für α2-Adrenozeptoren, das Yohimbin, besaß in der symptomatischen Behandlung der erektilen Dysfunktion eine Bedeutung. α-Sympathomimetika, Substanzen, die agonistisch an α-Adrenozeptoren wirken, werden unter anderem als Nasensprays zum Abschwellen der Nasenschleimhaut eingesetzt. α2-Adrenozeptoragonisten besitzen zudem als Antihypertensiva (Blutdrucksenker) und in der symptomatischen Behandlung des Glaukoms eine Bedeutung.
Ein sehr breites Anwendungsspektrum besitzen Betablocker. Sie werden insbesondere in der Behandlung des Bluthochdrucks, der koronaren Herzkrankheit, der chronischen Herzinsuffizienz, der Herzrhythmusstörungen und der Migräne eingesetzt. Für ihre Entdeckung wurde 1988 Sir James Whyte Black mit dem Nobelpreis für Physiologie oder Medizin geehrt. β2-Sympathomimetika werden in der Lungenheilkunde zur Akuttherapie bei Asthma bronchiale und COPD sowie in der Geburtshilfe als Tokolytika eingesetzt.